# Pak Hyon-suk
Pak Hyon-suk (in chosŏn'gŭl: 박현숙; 4 agosto 1985) è una sollevatrice nordcoreana.

## Palmarès

### Olimpiadi
- 1 medaglia:
  - 1 oro (Pechino 2008 nei 63 kg)

### Mondiali
- 1 medaglia:
  - 1 bronzo (Chiang Mai 2007 nei 63 kg)